# Olgyay Gábor
Olgyay Gábor (Sopron, 1966. május 4. –) gitárművész és -tanár, zeneszerző, előadóművész.

## Élete
Gyerekkorát a Győr melletti Bácsán töltötte. Tanulmányait a Révai Miklós Gimnáziumban, majd a Győri Zeneművészeti Szakközépiskolában végezte, ahol Reményi Attilánál és Draskóczy Lászlónál tanult zeneszerzést. Diplomáját a Nyíregyházi Főiskolán szerezte, népzene szakon. Jelenleg Csemőben él.
2. Szerzői világa
[szerkesztés]
Olgyay Gábor gyermekkora óta foglalkozik zeneszerzéssel, ez a tevékenység nála mindig együtt járt hangszeres tanulmányaival.
Szerzői világa eklektikus, sokféle forrásból táplálkozó. Hatott rá a magyar népzene, a magyar egyházi népének, emellett a különböző népek ütő-orientált zenéi, a jazz-rock (Gentle Giant), valamint az európai komolyzene nagyjai, barokk mesterei mellett a kortárs repetitív zene (különösen Steve Reich Tehillim című műve).
Formai tekintetben alapvetően dalszerű kisformákban alkot, túlnyomóan kamarazenei hangszereléssel (Át a vizen, Altamira, Domb mögött), de szereti a ciklikus szerkesztést (Fényhajók, Lorca), valamint az oratorikus hangzást is (Missa Noe, Izzik a menny).
Művei hangzásának meghatározója a gitár, amit eredendően klasszikus zenei értelemben használ, gyakran rock- és jazz-ihletésű színekkel. Zenéjének különös jellegzetessége a poliritmia: a gyakran páratlan, illetve egy-egy darabon belül sűrűn váltakozó ütemmutató.
A zenét gyakran köti az irodalomhoz, régebbi műveiben Weöres Sándor sorai tűntek fel, később Kányádi Sándor, majd Federico García Lorca költészete.
3. Szerzői és előadói tevékenysége
[szerkesztés]
Olgyay Gábor mindig is élő zenével foglalkozott. Számára meghatározó a zenei társ, zenei barát fogalma és az együttes: a kamarazenélés.
3.1. Gospel és Bak Zoltán
[szerkesztés]
Gyermekkori barátság fűzte Bak Zoltán gitárművész-zeneszerzőhöz (1963-2012), akivel több zenekart alapított. Jelentős ezek közül a Gospel, amely az 1980-as évek elején Győr város egyik meghatározó avantgárd zenekarává vált.
3.2. Olgyay Hangok (1996-2012)
[szerkesztés]
Olgyay Gábor bátyja, Olgyay György gyermekeiből alakult az Olgyay Hangok Családi Zenekar 1996-ban. A tagok: Olgyay Máté, Anna, Margit, Dávid, Veronika. Dávid helyét később Olgyay Gergő foglalta el.
A zenekar fő profilja mindvégig a modern egyházzenei szolgálat volt. Az első években főként átdolgozásokat, könnyű- és komolyzenei átiratokat játszottak (Rád bízom, 1996; Betlehem, Betlehem, 1997), később egy izgalmas népzenei kalandozás vette kezdetét (Körtánc, 2000). Az ezredforduló óta szinte kizárólag Olgyay Gábor egyházzenei műveit, illetve régi magyar népénekek átdolgozásait játszották (Missa Noe, 2002; Izzik a menny; 2003, Aki bennem hisz, 2009).
Nehezen meghatározható stílusukról, egyéni hangzásvilágukról így ír a zenekarvezető: „Stílusát tekintve nem a hagyományos templomi beatzenekar vagyunk, próbálunk ugyanis minél több régi egyházi éneket átmenteni a mai fiatalság számára. Így a zenénk egyfajta ötvözet, régi és új között. Nem könnyűzenét játszunk, hanem a templom lelkiségének és – reményünk szerint – az egyház és a hívek zenei ízlésének megfelelő, igényesen hangszerelt liturgikus zenét.”[1]
Az együttes fennállásának tizenhét évében az ország területén csaknem mindenütt megfordult, illetve több ízben koncerteztek a Vajdaságban, Szlovákiában, Ausztriában. 2000-ben egy hosszabb turnéval az USA-ba és Kanadába is eljutottak, 2011-ben és 2012-ben pedig két nyári turnén vettek részt Svájcban. Közel ezer fellépésük volt.
3.3. Olgyay-Holló zenei műhely
[szerkesztés]
Barátjával, Holló Auréllal (Amadinda Ütőegyüttes) készítette el első, saját szerzeményeit tartalmazó lemezét, az Át a vizen c. albumot. A formáció Kállay Gábor furulyaművésszel (Mandel Kvartett) kiegészülve élő koncerteken mutatta be a lemez anyagát.
A baráti-zeneszerzői kapcsolat azóta is tart, Holló Aurél Olgyay Gábor csaknem minden albumán közreműködik, nemcsak mint előadó, hanem mint hangszerelő és alkotóművész is. 2006-ban hívták életre az Altamíra című albumot, 2017-ben pedig Domb mögött címmel jelentettek meg közös lemezt.
Az zenei és baráti együtt-állás különleges, leginkább világzenei hangzásvilágát ihlető hatásairól Olgyay Gábor így vall: „Mindig nyitott voltam a különböző népek kultúrája iránt, olyan viszonylatban, hogy egy magyar ember, magyar mentalitással – ami magában hordozza a nemzeti-etnikai kincseket a zenével együtt – hogyan tud viszonyulni a kulturális különbözőségekhez. Később pedig tudatosan kerestem azokat a kortárs megoldásokat, amiket esetleg felhasználhatok.”[2]
3.4. Színpadi munkái
[szerkesztés]
Olgyay Gábor 2017 óta dolgozik együtt az akkor még Gellért Színpad, a későbbiekben Katakomba pinceszínház társulatával. 2017-ben Shakespeare: A vihar című drámájának színreviteléhez használtak fel zenei betéteket az Altamira albumról. Még ugyanebben az évben bemutatásra került az Olgyay Dóra Réka Mi Urunk Városa című novellafüzéréből készített mozgásszínházi produkció, Olgyay Gábor fuvoladuóira.
2018-ban különleges versszínházi előadást készítettek Kányádi Sándor költészetére, amely egyszerre mutatta be Kányádi Sándor sokszínű költői világát és Olgyay Gábor első szóló lemezét, a Fényhajókat . A műsor különlegessége a különböző művészeti ágak harmonikus egymásba simulása: zene, vers, ének, mozgás, rajz, látvány, játék – mind egymás egyenrangú társai.
2019-ben F. G. Lorca: Vérnász című drámájához komponált kísérőzenét a pinceszínház számára, amelyet a színrevitelekkor elő is adott. Később a zenei betétek áthangszerelt, kibővített változatából született a Lorca című lemez, melyen a zenekar mellett Kása Tímea színművész közreműködött.
2020-ban született a Hegyikristály című zenés színdarab, melynek nem csak a zenéjét, hanem magát a történetet is OG alkotta (dramaturg: Széll Szilvia, egyes dalszövegek: Kövessy Róbert). A mű adott év Madách Színház által kiírt musical-pályázatán döntőbe jutott, 30 perces keresztmetszet-változatát a színház bemutatta.
2023-ban, szintén a Katakomba pinceszínház által bemutatott Berthold Brecht: A szecsuáni jólélek című művéhez komponált kísérőzenét.
3.5. Olgyay Gábor & Co.
2024-ben érett műsorrá az előző években írodott mintegy ötven dal esszenciája. Ennek a műsornak a bemutatására alakult - meghívott zenészekkel - az OG & Co. Maga a műsor Veled jó címmel került bemutatásra a Katakomba pinceszínházban. Jelenleg is műsoron van.

## Diszkográfia
- Rád bízom (1996)
- Betlehem, Betlehem (1997)
- Át a vizen (1998)
- Körtánc (2000)
- Missa Noe (2002)
- Izzik a menny (2003)
- Altamira (2006)
- Aki bennem hisz (2009)
- Domb mögött   (2017)[2]
- Fényhajók (2018)[3]
- Lorca (2019)[4]
- Hegyikristály (2020)

### Különálló művek
- Magyar tájakon – népdalfeldolgozások (1992)
- Murmucok – ütőskvartett (1994)
- Mi Urunk Városa – fuvoladuók (2014)
- Naphimnusz (2016)[5]

### Riportfilmek
- Szélárnyékban (rendező: Pásztory János – 1988) VI-DOK Stúdió
- Töltsön velem egy órát – (rendező: Vitray Tamás – 1995)[6]
- Théma (rendező: Kövessy Róbert – 2001)[7]
- Kirakat (rendező: Gellért Alpár – 2011)[8]
- Milyen a mai kortárs egyházzene? (rendező: Tóth László – 2016)[9]